# 小砂川インターチェンジ
小砂川インターチェンジ（こさがわインターチェンジ）は、秋田県にかほ市に建設中の日本海沿岸東北自動車道に平行する一般国道7号の遊佐象潟道路のインターチェンジである。名称は仮称である。

## 歴史
- 2025年度（令和7年度）：小砂川IC - 象潟IC間の開通に伴い供用開始予定[2][注釈 1]。
- 未定：吹浦IC - 小砂川IC間開通予定[3][2]。

## 接続する道路
- 直接接続
  - 国道7号[1]

## 隣
E7 日本海沿岸東北自動車道（遊佐象潟道路）
女鹿IC（事業中） - 小砂川IC（事業中） - 象潟IC